# Stavros Malas
Stavros Malas, född 10 juni 1967, är en cypriotisk genetiker och politiker inom Arbetande folkets progressiva parti (AEKL). Han var hälsominister i Cyperns regering åren 2011 till 2012.
Malas kandiderade i det cypriotiska presidentvalet 2013 och 2018, som oberoende vänsterkandidat med stöd av AKEL. I båda valen gick han vidare till andra omgången, men förlorade där mot Nicos Anastasiades. 2018 fick han 30,2 % av rösterna i första omgången och 44,0 % av rösterna i andra omgången.
Sedan 2018 är han professor i däggdjurens utvecklingsneurovetenskap och genetik vid universitetet i Nicosia.